# Alice Stone Blackwell
Alice Stone Blackwell (14. září 1857 Orange – 15. března 1950 Cambridge) byla americká feministka, sufražetka, novinářka, radikální socialistka a obhájkyně lidských práv. 

## Životopis
Narodila se v Orange v New Jersey Henrymu Browneovi Blackwellovi a Lucy Stone, kteří byli vůdčími osobnostmi v oblasti volebního práva a podíleli se na založení Americké národní společnosti za volební právo žen (American Woman Suffrage Association, AWSA). Byla také neteří Elizabeth Blackwell, první americké lékařky, která vystudovala medicínu. Její matka seznámila Susan B. Anthony s hnutím za ženská práva a byla první ženou, která získala vysokoškolský titul v Massachusetts, také první ženou, která si po svatbě ponechala vlastní příjmení, a první ženou, která o ženských právech přednášela na plný úvazek. Alice se vzdělávala na Harrisově gymnáziu v Dorchesteru, na Chauncyho škole v Bostonu a na Abbotově akademii v Andoveru. Navštěvovala Bostonskou univerzitu, kde byla předsedkyní třídy. Promovala v roce 1881 ve věku 24 let. Patřila do spolku Phi Beta Kappa.

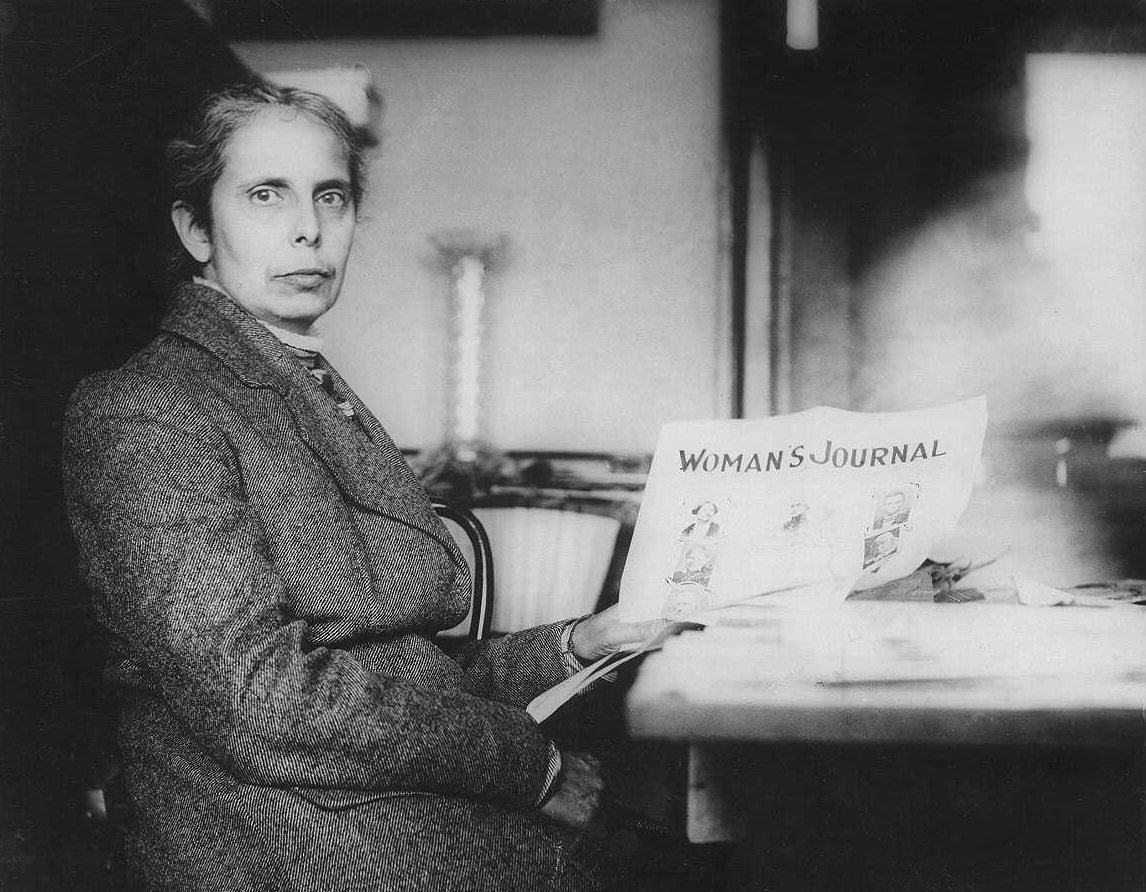
Alice Stone Blackwell, redaktorka časopisu Woman's Journal (kolem roku 1910)

### Kariéra
Blackwell je známá svou prací v oblasti práv žen. Od počátku se bránila zapojení do aktivismu svých rodičů, později se však stala prominentní reformátorkou. Po absolvování Bostonské univerzity začala  pracovat pro časopis Woman's Journal, novinách, které založili její rodiče. V roce 1884 se její jméno objevilo vedle jmen jejích rodičů na titulní straně novin. Po matčině smrti v roce 1893, Alice převzala téměř výhradní odpovědnost za vydávání novin.
V roce 1890 pomohla smířit Americkou národní společnost za volební právo žen (AWSA) a Národní asociaci pro ženská práva (NWSA), dvě konkurenční organizace v hnutí za volební právo žen z nichž se stala Národní americká společnost za volební právo žen (National American Woman Suffrage Association, NAWSA). Původním rozkolem, kvůli kterému v roce 1869 vznikly dvě organizace byl spor o míru navázání hnutí za volební právo na volební právo afroamerických mužů. Tento rozkol vytvořil AWSA, kterou pomáhali organizovat její rodiče, a Národní asociaci pro ženská práva (NWSA), v jehož čele stály Susan B. Anthony a Elizabeth Cady Stanton. 
V letech 1890–1908 byla Alice Stone Blackwell zapisovatelkou NAWSA a v letech 1909 a 1910 jednou z národních revizorek. Významně se podílela na aktivitách Ženské křesťanské unie mírnosti (Woman's Christian Temperance Union). V roce 1903 reorganizovala Společnost přátel ruské svobody v Bostonu (Society of Friends of Russian Freedom).
Byla také předsedkyní Novoanglických a Massachusettských spolků za ženské volební právo a čestnou předsedkyní Massachusettské ligy voliček.
V pozdějším věku Blackwell oslepla. Zemřela 15. března 1950 ve věku 92 let. Její dům v Uphams Corner je místem na stezce Boston Women's Heritage Trail.

## Humanitarismus
Alice Stone Blackwell se angažovala v humanitárních akcích i mimo Spojené státy. V 90. letech 19. století odcestovala do Arménie, kde se vášnivě angažovala v komunitě arménských uprchlíků. Prodala část svého majetku, zejména orientální koberce ze svého domu na Pope's Hill v Dorchesteru, aby pomohla Arménům a nakrmila jejich děti, a také poskytla pomoc dospělým, kteří hledali práci. Tehdy také objevila svůj zájem o mezinárodní literaturu. Mnoho děl této země přeložila do angličtiny v knize Armenian Poems (1896 ). V překládání literatury do angličtiny pokračovala i nadále, včetně děl maďarské, jidiš, španělské, francouzské, italské a ruské poezie.

## Publikace
- Growing Up in Boston's Gilded Age: The Journal of Alice Stone Blackwell, 1872–1874
- Lucy Stone: Pioneer of Woman's Rights (1930, 1971)
- Some Spanish-American Poets translated by Alice Stone Blackwell (1929, D. Appleton & Co.)
- Armenian Poems translated by Alice Stone Blackwell (1896,1917)
- Songs of Russia (1906)
- Songs of Grief and Joy (1908)